# Lee Tae-im
Lee Tae-im (이태임?, I Tae-imLR; Gimcheon, 2 settembre 1986) è un'ex attrice sudcoreana.

## Biografia
Dopo essersi diplomata in design della moda nel 2007, è stata notata per strada e scritturata per una pubblicità, entrando così nel mondo dell'intrattenimento; ha fatto il suo debutto come attrice l'anno successivo con la serie TV Na insaeng-ui hwanggeumgi. Dopo essere apparsa nella serie in costume Cheonchu taehu nel 2009, ha ottenuto il suo primo ruolo da protagonista nella soap Mangseor-ijima, in cui ha interpretato Jang Soo-hyun, una ribelle che sogna vendetta dopo essere stata tradita dal suo amato. Grazie ad essa ha vinto il premio come miglior attrice emergente agli SBS Drama Award. Nel 2011 ha debuttato nell'industria cinematografica, interpretando la detective Jeong Yeong-sun in Teuksubon.
Nel 2015 ha preso una pausa dal mondo dell'intrattenimento dopo essere stata ripresa mentre insultava la collega Kim Ye-won durante un litigio; è tornata alla recitazione nel 2017 con la serie TV Pum-wi-inneun geunyeo, annunciando alcuni mesi dopo il suo ritiro dalle scene per motivi personali.

## Filmografia

### Cinema
- Teuksubon (특수본?), regia di Hwang Byun-guk (2011)
- Eungjingja (응징자?), regia di Shin Jae-ho (2013)
- Hwangjereul wiha-yeo (황제를 위하여?), regia di Park Sang-joon (2014)

### Televisione
- 9hoemal 2 out (9회말 2아웃?) – serie TV (2007) – cameo
- Nae insaeng-ui hwanggeumgi (내 인생의 황금기?) – serie TV (2008-2009)
- Cheonchu taehu (천추태후?) – serie TV (2009)
- Mangseor-ijima (망설이지마?) – serial TV (2009-2010)
- Gyeolhonhaejuse-yo (결혼해주세요?) – serie TV (2010)
- 12nyeonman-ui jaehoe: Dalle doen, Jangguk (12년만의 재회: 달래 된, 장국?) – serie TV (2014)
- Nae ma-eum banjjakbanjjak (내 마음 반짝반짝?) – serie TV (2015)
- Yu-illammi (유일랍미?) – serie TV (2015)
- Entourage (안투라지?) – serie TV, episodio 1 (2016)
- Pum-wi-inneun geunyeo (품위있는 그녀?) – serie TV (2017)